# Římskokatolická farnost Sloup v Čechách
Římskokatolická farnost Sloup v Čechách (něm. Bürgstein) je církevní správní jednotka sdružující římské katolíky na území obce Sloup v Čechách a v jejím okolí. Organizačně spadá do českolipského vikariátu, který je jedním z 10 vikariátů litoměřické diecéze. Centrem farnosti je kostel svaté Kateřiny Alexandrijské ve Sloupu v Čechách.

## Historie farnosti
Původní kostel ve Sloupu byl vybudován již ve 14. století. Na jeho místě byl dnešní kostel vystavěn v 18. století.
Na „skalním hradě“ ve Sloupu žili v 17. a 18. století poustevníci (Ivanité, nejznámější byl asi Samuel Görner), z jejichž dob se na hradě dochoval do skály tesaný jednolodní kostel a křížová chodba. V roce 1724 byla vybudována filiální kaple sv. Václava ve Svojkově.
Ve skalním údolí u Svojkova, v tzv. Modlivém Dole vzniklo v 18. století malé poutní místo, které bylo zpočátku církví neschváleno, a poutě sem zakazovány. V roce 1806 bylo poutní místo oficiálně uzavřeno, avšak v 19. století poutím sem již nikdo nebránil (prý se sem jezdil modlit i penzionovaný císař Ferdinand I. Dobrotivý, který měl letní sídlo na zámku v nedalekých Zákupech). V roce 1903 byla kaple upravena na Lourdskou jeskyni. Poutní místo je dodnes živé.
Fara ve Sloupu byla obsazena knězem až do 70. let 20. století, poté začala být administrována z Nového Boru, a tak je tomu až do 2. dekády 21. století. Za doby komunistické totality se o důchodce, ubytované na sloupském zámku staraly řeholní sestry sv. Vincence.

### Duchovní správcové vedoucí farnost
Začátek působnosti jmenovaného v duchovní správě farnosti od:
- 1635 Henricus Fritsch
- 1647 Simon Gnold
- 1657 Michaël Xerxen
- 1660 Franciscus Jessel
- 1664 Elias Gabriel Oppitz
- 1674 Tobias Adalbertus Oppitz
- 1685 Ignatius Tschakert
- 1694 Carolus Aug. Tippelt
- 1698 Georgius Anselmus Schubert
- 1726 Joannes Pöschel
- 1735 Joannes Georgius Mühlstein
- 1751 Silvestr Oppitz
- 1759 Joannes Elstner
- 1777 Thoma Ruprecht, † 1. 8. 1805
- 1805 par. vacat, cap. Franc. Handschel
- 1805 Franc. Klein, n. 25. 4. 1754 Brervaldaviens (Slezsko), o. 20. 6. 1780, † 7. 8. 1828
- 1828 Wenc. Dittrich, n. 26. 7. 1782 Bürgstein, o. 20. 8. 1805
- 1854 chybí katalog
- 1855 Jos. Hegenbart, n. 12. 2. 1821 Niedericht. o. 25. 7. 1845, † 5. 1. 1871
- 1872 Jos. Wilde, n. 6. 10. 1808 Widim, o. 28. 9. 1845, † 24. 5. 1888
- 1888 Car. Watzina, n. 27. 12. 1829 Leitmeritz, o. 25. 7. 1854, † 14. 11. 1899
- 1899 par. vacat, admin. interc. Joann. Košek
- 1900 Franc. Pöppel, n. 13. 7. 1868 Sporitz, o. 20. 12. 1891, † 2. 8. 1936
- 1937 par. vacat, admin. interc. Max Purkart
- 1. 4. 1937 Carol. Weisse, n. 21. 10. 1904 Böhm. Kamnitz, o. 29. 6. 1929, exil 13. 5. 1946 Liel
- 12. 5. 1946 Eduard Stolle, admin.
- 1. 3. 1970 Jan Peprla, admin.
- 1. 8. 1972 Ladislav Kubíček, admin.
- 1. 8. 1975 Robert Vater
- 1. 4. 1979 Josef Pavlas SDB, admin. exc. z Nového Boru
- 1. 7. 2017 Pavel Morávek, admin. exc. z Nového Boru[2]

Kromě kněží stojících v čele farnosti, působili ve farnosti v průběhu její historie i jiní kněží. Většinou pracovali jako farní vikáři, kaplani, katecheté, výpomocní duchovní aj.

## Území farnosti
Do farnosti náleží území těchto obcí:
- Bukovany
- Janov
- Pihel
- Radvanec
- Sloup v Čechách
- Svitava
- Svojkov

## Římskokatolické sakrální stavby na území farnosti
| | Fotografie | Stavba                            | Místo               | Bohoslužby                      | Zeměpisné souřadnice             | Status           | Číslo kulturní památky           |
| Kostel | Kostel     | Kostel                            | Kostel              | Kostel                          | Kostel                           | Kostel           | Kostel                           |
| --- | ---------- | --------------------------------- | ------------------- | ------------------------------- | -------------------------------- | ---------------- | -------------------------------- |
| 1. |            | Kostel sv. Kateřiny Alexandrijské | Sloup v Čechách     | bližší informace o bohoslužbách | 50°44′20″ s. š., 14°35′21″ v. d. | farní kostel     | 37403/5-3258 (Pk•MIS•Sez•Obr•WD) |
| Kaple |            |                                   |                     |                                 |                                  |                  |                                  |
| 2. |            | Kaple Panny Marie Sněžné          | Pihel               | bližší informace o bohoslužbách | 50°43′44″ s. š., 14°32′48″ v. d. | kaple            | —                                |
| 3. |            | Kaple sv. Antonína Paduánského    | Radvanec            | bližší informace o bohoslužbách | 50°45′13″ s. š., 14°35′32″ v. d. | kaple            | —                                |
| 4. |            | Kaple Navštívení Panny Marie      | Svitava             | bližší informace o bohoslužbách | 50°43′54″ s. š., 14°38′2″ v. d.  | kaple            | —                                |
| 5. |            | Kaple sv. Františka z Assisi      | Záhořín             | neslouží se pravidelně          | 50°43′59″ s. š., 14°36′40″ v. d. | výklenková kaple | —                                |
| 6. |            | Kaple sv. Máří Magdaleny          | Bukovany            | bližší informace o bohoslužbách | 50°43′45″ s. š., 14°34′23″ v. d. | kaple            | 23206/5-2869 (Pk•MIS•Sez•Obr•WD) |
| 7. |            | Kaple sv. Josefa                  | Bukovany            | bližší informace o bohoslužbách | 50°42′58″ s. š., 14°34′30″ v. d. | kaple            | 15355/5-2867 (Pk•MIS•Sez•Obr•WD) |
| 8. |            | Kaple sv. Václava                 | Svojkov             | bližší informace o bohoslužbách | 50°43′10″ s. š., 14°35′55″ v. d. | kaple            | 34059/5-3321 (Pk•MIS•Sez•Obr•WD) |
| 9. |            | Kaple Panny Marie Lourdské        | Svojkov-Modlivý Důl | 1. května v 15.00               | 50°43′35″ s. š., 14°36′16″ v. d. | lourdská kaple   | 27918/5-3320 (Pk•MIS•Sez•Obr•WD) |
| 10. |            | Kaple sv. Jana Nepomuckého        | Sloup v Čechách     | bližší informace o bohoslužbách | 50°44′37″ s. š., 14°34′57″ v. d. | kaple            | 28529/5-3265 (Pk•MIS•Sez•Obr•WD) |
| Některé drobné sakrální stavby a pamětihodnosti lze dohledat zde v databázi Drobné sakrální památky Zaniklé sakrální stavby lze dohledat zde v databázi Poškozené a zničené kostely, kaple a synagogy v České republice |            |                                   |                     |                                 |                                  |                  |                                  |

Ve farnosti se mohou nacházet i další drobné sakrální stavby, místa římskokatolického kultu a pamětihodnosti, které neobsahuje tato tabulka.

## Příslušnost k farnímu obvodu
Z důvodu efektivity duchovní správy byl vytvořen farní obvod (kolatura) farnosti – děkanství Nový Bor, jehož součástí je i farnost Sloup v Čechách, která je tak spravována excurrendo. Přehled těchto kolatur je v tabulce farních obvodů českolipského vikariátu.